# Хаджи Ахил
„Хаджи Ахил“ е хумористичен разказ от Иван Вазов, напечатан за първи път в списание „Наука“, кн. 1 и 2 от юли и август 1882 г.
Разказът дава портрет на виден, духовит и буден сопотненец от предосвобожденското българско общество, като неминуемо пресъздава бита, мисленето и взаимоотношенията в този град от 60-те години на 19 век.
Прототип на героя е хаджи Христо (Лилко) Славчов.